# Política prefigurativa
El término política prefigurativa es un término de origen anarquista generalizado en diversos movimientos de activistas, y que, en resumen, se describe como los modos de organización y tácticas realizadas que reflejan con exactitud el futuro de la sociedad que se busca. Es un concepto relacionado al de acción directa y semejante al de ética de la acción.
Los anarquistas se refieren a esto como "la construcción de un nuevo mundo en la cáscara del viejo", tomando un lema clásico de la IWW. Si es un grupo con el objetivo de eliminar las diferencias estratificadas de clase, la política prefigurativa exige que no haya diferenciación de clase dentro de ese grupo, por lo que hay que hacerlas a un lado. El mismo principio se aplica a la jerarquía: si un grupo lucha contra la supresión de algunas o todas las formas de jerarquía en la sociedad en general, la política prefigurativa demanda hacer lo mismo dentro de su grupo.

## Perspectivas sobre política prefigurativa
El antropólogo David Graeber en Fragmentos de una antropología anarquista toma en cuenta esta noción de política para identificar una ideología o movimiento emparentado al anarquismo, por ejemplo describió la política prefigurativa de quienes participaron en las manifestaciones contra la OMC de Seattle 1999:

Cuando coreaban los manifestantes en Seattle "así es como luce la democracia", significa que deben tomarselo literalmente. En la mejor tradición de la acción directa, que no sólo enfrenta una determinada forma de poder, exponiendo sus mecanismos y tratar de evitar que, literalmente, se caiga en sus engaños: lo hicieron de una manera que demuestra por qué el tipo de relaciones sociales en que se basa el poder son innecesarios. Esta es la razón por que todos los comentarios condescendientes sobre un movimiento dominado por un grupo de niños bobos, sin ideología coherente, están completamente perdidos de la pista. La diversidad es una función de la forma de organización descentralizada, y esta organización es la ideología del movimiento.
(P. 84)

## Ejemplo
El Black Panther Party de los Estados Unidos es responsable de crear los denominados programas de supervivencia, como el conocido desayuno gratuito para los niños del programa. Estos programas se han diseñado para garantizar la alimentación, la educación, la atención médica y ropa para las personas de fuera de las relaciones capitalistas tradicionales, así como los programas sociales estatales.
Otros ejemplos de solidaridad organizada voluntariamente y autofinanciada son los programas de desarrollo de los zapatistas y el EZLN, cuyos 3 ejes son impulsar: la educación, la salud y el comercio, para tener recursos por su propia cuenta, sin esperar la ayuda gubernamental. Igual ejemplo son las redes comerciales de economía solidaria, junto a la banca ética y el comercio justo, un tipo de producción y comercialización voluntaria y cooperativa.